# 星座穹
星座穹（英語：Constellation Dome），是南極洲的穹丘，位於沙克爾頓海岸，處於真泰爾角以西9公里，海拔高度1,330米，是達利山的最高點，由新西蘭探險隊命名，現時由南極條約體系管理。